# Algol (revista)
Algol va ser una revista d'Avantguarda de la qual únicament se’n va publicar un número l'any 1947. Darrere de la revista hi havia el grup artístic Dau al Set. La revista va ser fundada per Joan Ponç i Joan Brossa i l'editor era Enric Tormo, tots membres del grup. D'Algol únicament se’n va fer una edició de 100 exemplars numerats, de 12 pàgines, sobre paper de fil Guarro.
La revista estava formada per una portada feta per Joan Ponç, textos literaris de Joan Brossa i Arnau Puig i les il·lustracions de Jordi Mercadé i Francesc Boadella.
La publicació de la revista va tenir un cert aire provocador tant pel nom "Algol", donat pels astròlegs àrabs al diable, com pels articles, especialment un de Joan Brossa, “La presència forta”, que alguns consideren el manifest de presentació del grup i que denuncia el context arcaic i incita a la mobilització i a la revolta.
Dau al Set va ser un grup avantguardista català format pel poeta Joan Brossa, el filòsof Arnau Puig i els pintors Joan Ponç, Antoni Tàpies, Modest Cuixart i Joan-Josep Tharrats. Va ser un grup avantguardista molt important de la postguerra.
Aquest mateix grup artístic va començar la publicació d'una revista amb el mateix nom del grup Dau al Set, que va ser la continuació d'Algol. Aquesta revista va començar a publicar-se el 1948 i en van aparèixer un total de 56 números. Aquesta publicació, també de caràcter avantguardista, contenia treballs de Joan Brossa i Arnau Puig així com els de molts altres escriptors.
A banda de la creació d'aquestes dues revistes, els membres de Dau al Set també van crear junts dues exposicions: a l'Institut Francès de Barcelona, l'any 1948, i a la Sala Caralt de Barcelona, l'any 1951.
El grup artístic Dau al Set es va dissoldre a la dècada dels anys cinquanta, deixant entre les seves publicacions reflexions sobre la pintura, la cultura, la poesia, la música, la filosofia, etc.